# Licia Troisi

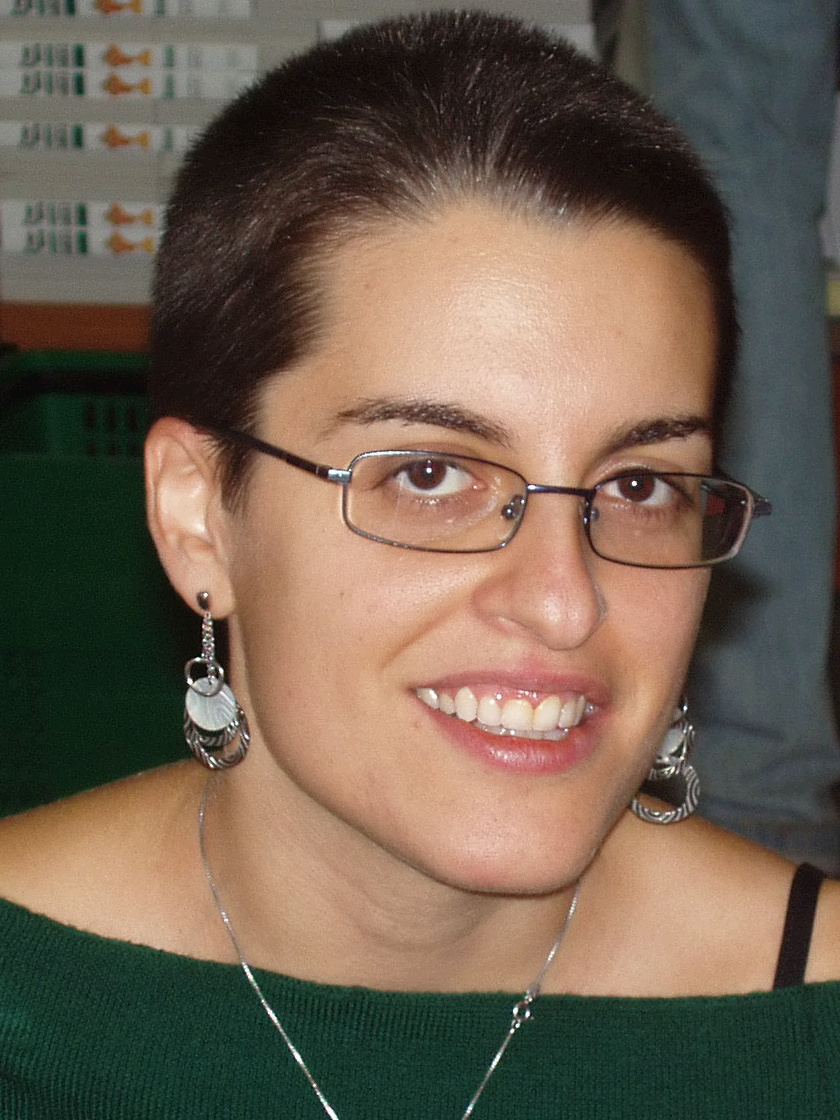
Licia Troisi

Licia Troisi (* 25. November 1980 in Ostia, Rom, Italien) ist eine italienische Fantasy-Schriftstellerin.

## Leben
Troisi studierte Physik und Astrophysik. 2004 wurde sie an der römischen Universität Tor Vergata mit einer Arbeit über Zwerggalaxien promoviert. Sie arbeitet bei der italienischen Raumfahrtagentur in Frascati.
Troisi ist seit 2007 verheiratet, im Dezember 2009 kam ihre Tochter zur Welt.

## Literarische Arbeit
Bereits während ihres  Studiums beschäftigte sich Licia Troisi mit Comics, vor allem mit japanischen Mangas. 
Mit 21 begann sie, „Die Drachenkämpferin“ zu schreiben. Hierfür brauchte sie eineinhalb Jahre, dann noch einmal sechs Monate für die erste Überarbeitung. 2004 reichte sie schließlich beim Mailänder Verlag Mondadori ihren Roman Cronache del mondo emerso (deutsch „Chroniken der aufgetauchten Welt“) ein. Das von 2004 bis 2006 veröffentlichte Buch wurde mit über 100.000 verkauften Exemplaren ein Bestseller. Zunächst war ein einbändiger Roman geplant, unter dem deutschen Titel Die Drachenkämpferin erschienen insgesamt vier Bände.
Licia Troisi veröffentlichte noch weitere Fantasy-Romane.

## Werke
- Cronache del mondo emerso, erschienen unter dem deutschen Titel Die Drachenkämpferin:

Teil 1: Nihal della terra del vento [2004], deutsch: „Im Land des Windes“. 2006. ISBN 978-3-64107186-8
Teil 2: La missione di Sennar [2004], deutsch „Der Auftrag des Magiers“. 2007. ISBN 978-3-64107185-1
Teil 3: Il talismano del potere [2005], deutsch "Der Talisman der Macht". 2007. ISBN 978-3-453-53303-5
Teil 4: Le storie perdute [2015], deutsch "Nihals Vermächtnis". 2015. ISBN 978-3-453-27037-4
- Le guerre del mondo emerso, Trilogie, erschienen unter dem deutschen Titel "Die Schattenkämpferin":

Teil 1: La setta degli assassini [2006], deutsch "Das Erbe der Drachen", 2008. ISBN 978-3-64103389-7
Teil 2: Le due guerriere [2007], deutsch "Das Siegel des Todes", 2008. ISBN  978-3-45353342-4
Teil 3: Un nuovo regno [2007], deutsch "Der Fluch der Assassinen", 2009. ISBN 978-3-453-26565-3
- Le leggende del mondo emerso, Trilogie, erschienen unter dem deutschen Titel "Die Feuerkämpferin":

Teil 1: Il destino di Adhara [2008], deutsch: "Im Bann der Wächter". 2010. ISBN 978-3-45353366-0
Teil 2: Figlia del sangue [2009], deutsch "Tochter des Bluts". 2011. ISBN 978-3-45353407-0
Teil 3: Gli ultimi eroi [2010], deutsch "Im Land der Elfen". 2012. ISBN 978-3-45326621-6
- La ragazza drago, erschienen unter dem deutschen Titel "Drachenschwester":

Teil 1: L’eredità di Thuban [2008], deutsch "Thubans Vermächtnis". 2010. ISBN 978-3-570-13970-7
Teil 2: L' albero di Idhunn [2009], deutsch "Eltanins Verrat". 2011. ISBN 978-3-570-15287-4
Teil 3: La clessidra di Alibah [2011]
Teil 4: I gemelli di Kuma [2012]
Teil 5: L'ultima battaglia [2013]
- I Regni di Nashira, erschienen unter dem deutschen Titel "Nashira":

Teil 1: Il sogno di Talitha [2012], deutsch "Nashira". 2012. ISBN 978-3-453-31426-9
Teil 2: Le spade dei ribelli [2013], deutsch "Nashira - Talithas Geheimnis". 2013. ISBN 978-3-453-31427-6
Teil 3: Il sacrificioi [2014]
Teil 4: Il destino di Cetus [2016]
- La saga del Dominio:

Teil 1: Le lame di Myra [2016], deutsch "Die Eiskriegerin". 2017. ISBN  978-3-453-31899-1
Teil 2: Il fuoco di Acrab [2017], deutsch "Der Feuerkönig". 2019. ISBN 978-3-641-23477-5